# Heilig
«Heilig» (укр. Святий) — пісня німецького рок-гурту Tokio Hotel з їхнього другого альбому Zimmer 483. Пісню було випущено як четвертий сингл цього альбому 28 квітня у Франції. Через щільний графік гурту, музичне відео до пісні випущено не було, хоча планувалося. Пісню було перекладено та записано для першого англомовного альбому гурту, Scream, під назвою Sacred (остання не стала синглом). 

## Перелік форматів та доріжок
Тут представлені формати та доріжки головних синг-релізів «Heilig».
- CD-сингл

1. «Heilig» — 4:03
2. «Break away» (запис-live у Мілані) — 4:22

## Чарти
| Чарт (2008)               | Максимальна позиція |
| ------------------------- | ------------------- |
| Французький Singles Chart | 11                  |
| Італійський Singles Chart | 22                  |